# 阿尔库俄涅

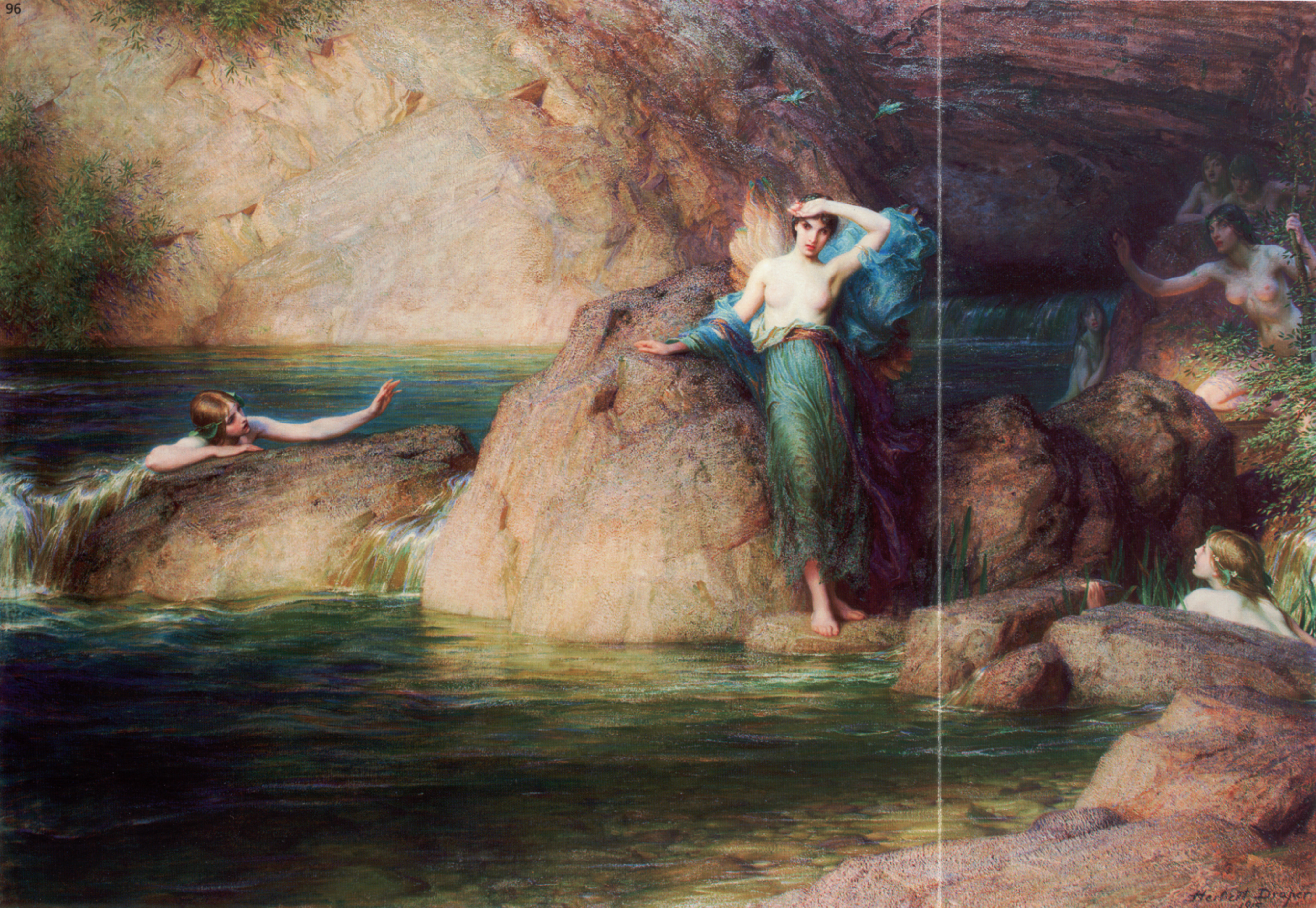
赫伯特·詹姆斯·德拉波,阿尔库俄涅, 1915年.

在希腊神话中，阿尔库俄涅(Alcyone，, Halkyónē)是风神埃俄罗斯(Aeolus)与厄那瑞忒(Enarete)或埃癸阿勒亚(Aegiale)所生的女儿。嫁给了启明星厄俄斯弗洛斯(Eosphorus)之子，特剌斯国王刻宇克斯(Ceyx)。
婚后夫妻在特拉克斯(Trachis)感情恩爱异常，生活美满幸福，但美满的生活同时也使他们忘乎所以。他们把自己比喻成神。甚至自称为宙斯与赫拉" 。众神对他们这种傲慢不逊的态度极为气恼，所以把他们夫妻双双化成鸟，一为潜水鸟，一为翠鸟。还有一种传说，刻宇克斯的弟弟突然死去，他非常悲伤，同时又有一些可怕的怪异现象，这使刻宇克斯感到神对他似乎不太满意。于是他商定去得尔福阿波罗神示所求神谕。当阿尔库俄涅得知此事，她竭力阻止他出行。她描述海上的风景是多么狂野，多么危险，这是她从小就熟知的，因为她是风神的女儿。但刻宇克斯决心已定，最后阿尔库俄涅乞求叫他和她一起去。但他无论如何都不忍心让自己的迫妻冒航海的风险，因此极力劝说，最后许诺在月轮圆过两次之前回来。。
出海不久，他们就遇到风暴，船被打翻，刻宇克斯掼于执持王杖的手，现在只好抓住一块木板，拼命向他的父亲(启明星)和岳父(风神)呼救，但无济于事。他呼喊最多的是阿尔库俄涅的名字。他一心挂念着她。他向神祈求：叫波涛把他的尸体带到她的面前，使她能亲手把他埋葬。
赫拉看到阿尔库俄涅还根本不知道丈夫的死而日日这样虔诚祈祷觉得很难过。于是她打发彩虹女神伊里斯到睡神那里去，叫睡神给她托梦，述说了刻宇克斯的遭遇。第二天阿尔库俄涅来到海滨寻觅和丈夫分手时，最后他们离别的地点，找到了丈夫的尸体。悲痛异常，在绝望中化成了翠鸟，众神怜悯，把刻宇克斯也变成了鸟。虽然他们的遭遇如此不幸，但他们还是恩爱如初，即使变成鸟类，夫妻之情并未减少，照旧交配生子。
奥维 和希吉努斯都讲述了他俩的变形和刻宇克斯在可怕风暴之后的故事，虽然他们都忽略其起因是刻宇克斯和阿尔库俄涅互称宙斯和赫拉(导致了宙斯的愤怒)所致。奥维也添加了阿尔库俄涅自杀前，看见了刻宇克斯的尸体被冲上岸边的细节。
在冬至前后有七天海上波澜不兴，水平如镜，这是阿尔库俄涅孵卵育雏的时候。她的鸟巢就漂浮在水面上。那几天对航海的人们也是平安的日子。风神埃俄罗斯把风都管束起来，不让它们到海里兴风作浪。在这时候，他为了自己孙儿们的安全而宁肯失去大海的好感。
该神话也被维吉尔简单地介绍过，但同样没有提及宙斯的愤怒。

## 后世影响
- 各类翠鸟的命名,都引用了变形神话中这对夫妻的名字：
  - 三趾翠鸟属（翠鸟族）被命名为刻宇克斯
  - 翠鸟族翡翠科(树翠鸟)被命名哈尔库俄涅
  - 带鱼狗的拉丁种名(鱼狗属翠鸟科)也引用了她的名字
- 《悼公爵夫人》一书中也有他们故事的特征
- 他们的故事是法国作曲家马林·马瑞的歌剧-《阿尔库俄涅》的基础。
- 加拿大著名自然的诗人-阿奇博尔德·兰普曼，1899年死后出版的最后一部诗集《阿尔库俄涅》，突出反映了兰普曼的启示和未来乌托邦愿景。
- 托马斯·斯特恩斯·艾略特的诗篇《干燥的塞尔维吉斯》的构思得益于这个神话。